# Gare de Boissise-le-Roi
La gare de Boissise-le-Roi est une halte ferroviaire française de la ligne de Corbeil-Essonnes à Montereau, située dans la commune de Boissise-le-Roi, dans le département de Seine-et-Marne en région Île-de-France.
C'est une halte créée le 28 mai 1955 par la Société nationale des chemins de fer français (SNCF), elle est desservie par les trains de la ligne D du RER. La gare de Lyon à Paris est à 49,85 kilomètres.

## Situation ferroviaire
La gare de Boissise-le-Roi est établie au nord du territoire de la commune de Boissise-le-Roi, à proximité de la Seine, sur sa rive gauche, à 41 mètres d'altitude, au point kilométrique (PK) 49,850 de la ligne de Corbeil-Essonnes à Montereau.
Elle constitue le septième point d’arrêt de la ligne après la gare de Ponthierry - Pringy et précède la gare de Vosves.

## Histoire
La gare de Boissise-le-Roi n'existait pas lors de la création de la ligne de Corbeil à Melun et à Montereau en 1897. Elle a été mise en service le 28 mai 1955.
Jusqu'à la mise en service de la partie sud de la ligne D du RER en 1995, les trains desservant la gare de Boissise-le-Roi effectuaient des trajets réguliers entre Paris-Gare-de-Lyon et la gare de Melun tous les jours de la semaine, en soirée et jusqu'après minuit. Ce n'est qu'à partir de 1999 que Paris n'a plus été desservie aux heures de pointe en semaine et qu'un système de navettes entre Melun et la gare de Juvisy a été mis en place. Puis, en 2005, les trains de soirée et de nuit ont été remplacés par des cars du réseau Noctilien,.
Depuis 2005, la gare n'est plus desservie par les trains au départ de Corbeil-Essonnes et de Melun en soirée et la nuit. La ligne 500 du réseau de bus Évry Centre Essonne assure à la place la desserte des gares entre Corbeil-Essonnes et Melun.
En 2011, les navettes entre Juvisy et Melun sont principalement assurées par des rames Z 5300, alors qu'aux heures creuses et le weekend, les trains en direction de Paris, et au-delà, sont assurés par des rames Z 20500.
En 2014, selon les estimations de la SNCF, la fréquentation annuelle de la gare est de 113 400 voyageurs.
À partir du mois de décembre 2018, lors de la mise en place du service annuel 2019, la desserte de la gare est modifiée : il n'y a plus d'accès direct vers Paris ; aux heures de pointe, des navettes assurent des liaisons Melun - Corbeil-Essonnes et, aux heures creuses, des navettes assurent des liaisons Melun - Juvisy via Ris-Orangis. Par ailleurs, toutes les rames Z 5300, qui assuraient les navettes Juvisy – Melun  ont été retirées de la ligne.
Au début du mois de septembre 2019, les premières rames Z 57000 sont mises en service sur la liaison Melun - Corbeil-Essonnes - Juvisy (via Ris-Orangis).

## Service des voyageurs

### Accueil
La gare de Boissise-le-Roi ne dispose pas de bâtiment voyageurs. Aucune présence commerciale n'est assurée dans la gare. Seul un automate permet la délivrance de titres de transport.
Chaque quai de la gare est équipé d'un abri voyageurs semi-fermé.
Les accès aux quais se font uniquement depuis la voirie. Il n'existe pas de passage souterrain ni de passerelle ; le passage d'un quai à l'autre se fait obligatoirement par le passage à niveau situé immédiatement à l'extrémité est de la gare. Cette situation est problématique lorsque les barrières du passage à niveau sont abaissées puisque les voyageurs ne peuvent plus accéder au quai opposé.

### Desserte
La gare est desservie par les trains du RER D. Aux heures de pointe, seules des navettes Juvisy - Corbeil - Melun circulent. Aux heures creuses et le weekend, tous les trains desservent Paris-Gare-de-Lyon et au-delà vers le nord, selon les missions.

Installations de la gare
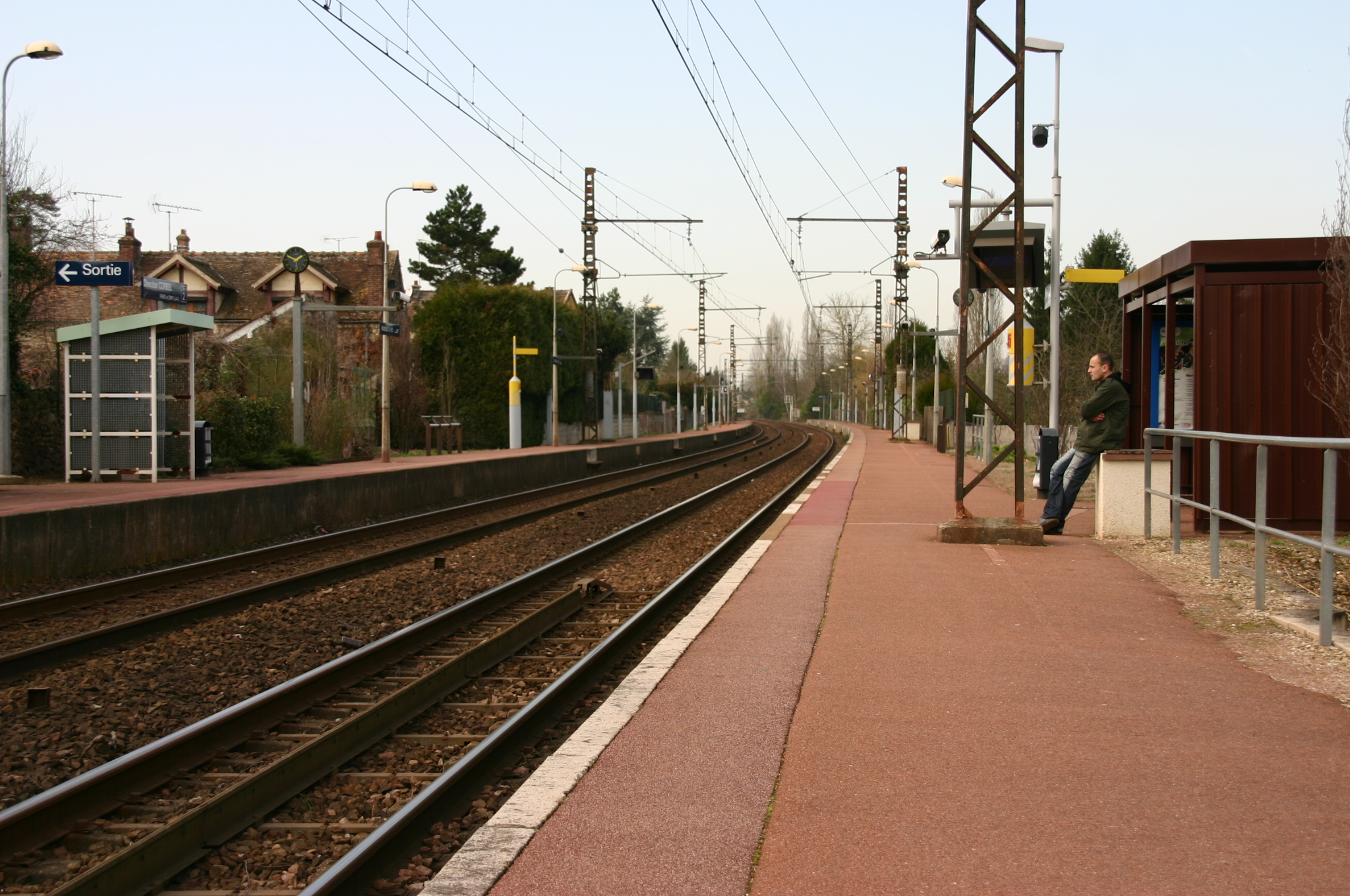
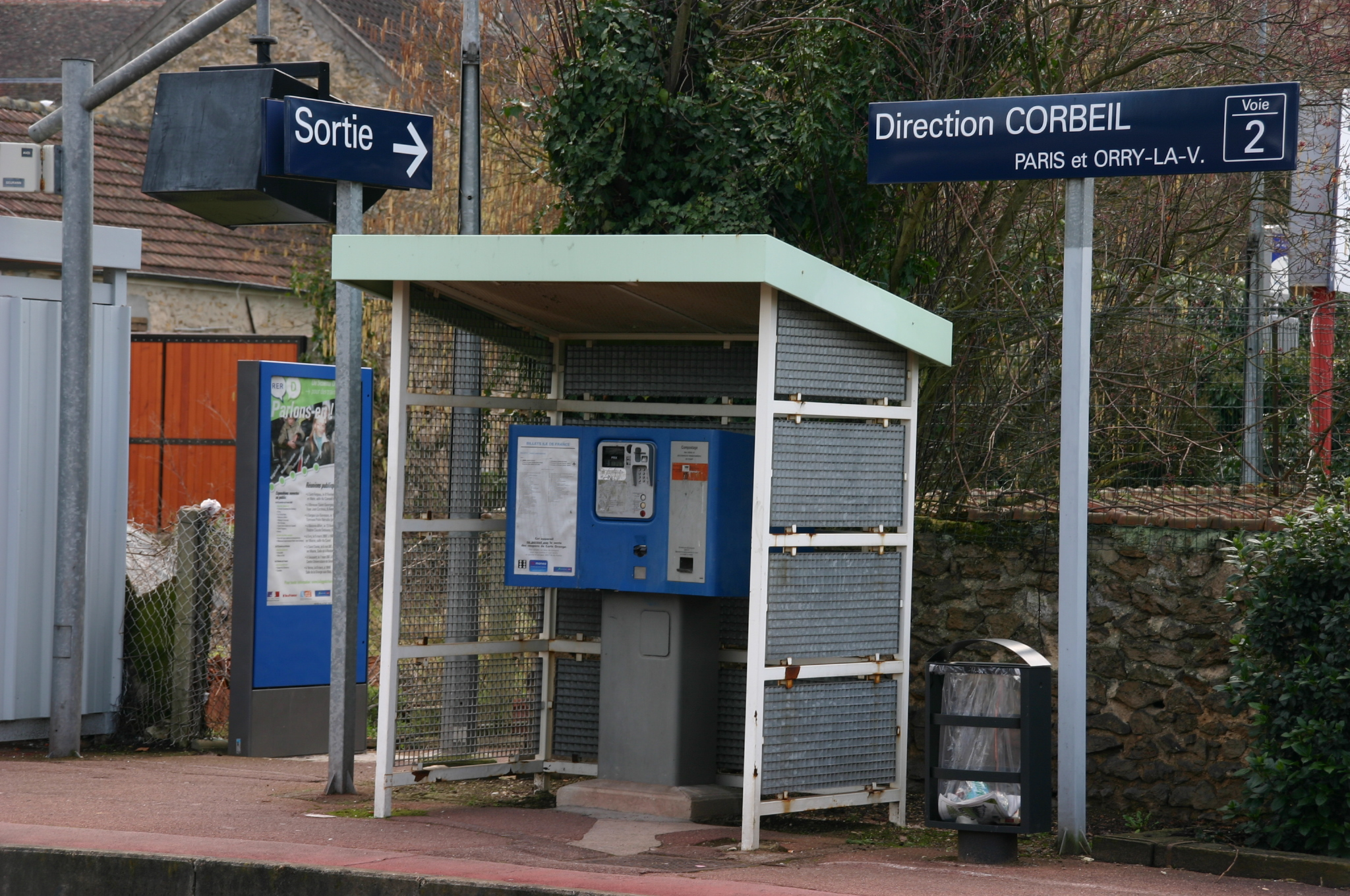
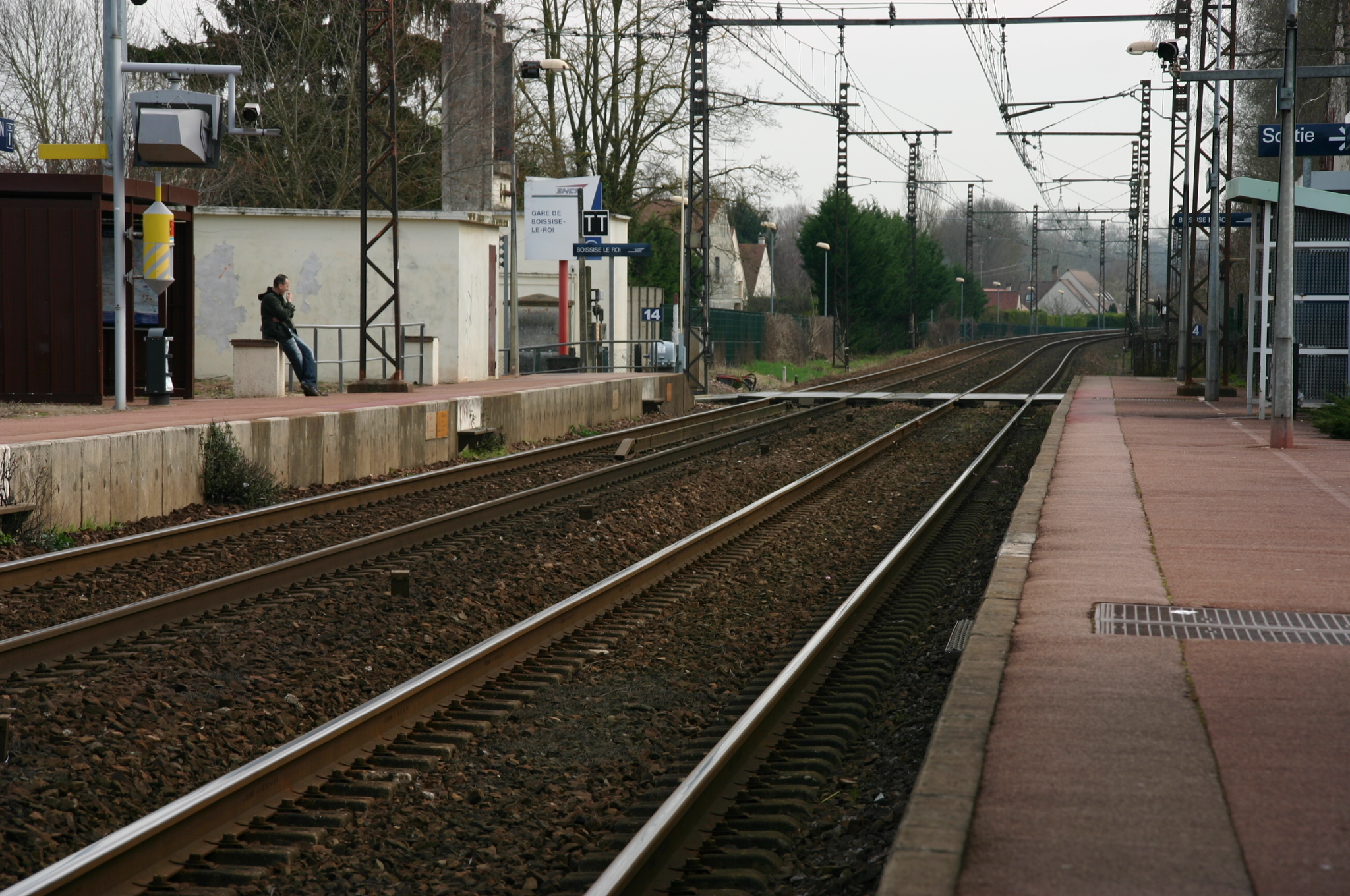

### Intermodalités
La gare est desservie par les lignes 3630, 3665 et par le service de transport à la demande « Boissise-le-Roi Pringy » du réseau de bus Grand Melun et par le service de soirée 4250 du réseau de bus Évry Centre Essonne.